# مقالة عن مبدأ السكان

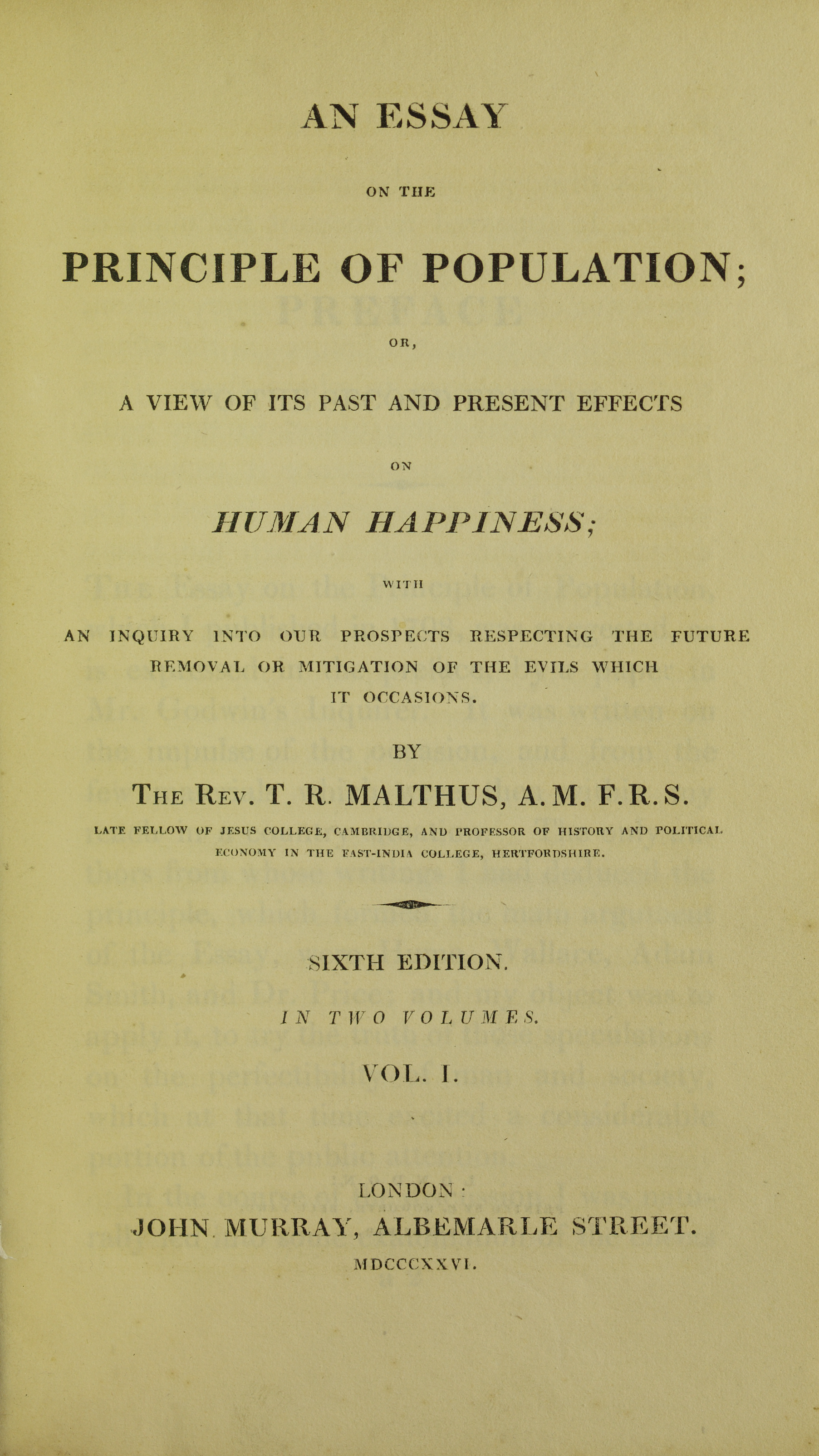

نُشر كتاب مقالة عن مبدأ السكان لأول مرة بشكل مجهول في عام 1798، ولكن سرعان ما تم التعرف على المؤلف باسم توماس روبرت مالتوس. تنبأ الكتاب بمستقبل قاتم، حيث أن عدد السكان سيزداد هندسيًا، ويتضاعف كل 25 عامًا، لكن إنتاج الغذاء سينمو فقط من الناحية الحسابية، مما يؤدي إلى المجاعة والجوع، ما لم يتم التحكم في الولادات. 
على الرغم من أنه لم يكن أول كتاب عن السكان، فقد تم تنقيحه لأكثر من 28 عامًا وتم الاعتراف به باعتباره أكثر الأعمال تأثيرًا في عصره. أثار كتاب مالتوس جدلاً حول حجم السكان في مملكة بريطانيا العظمى وساهم في إقرار قانون التعداد لعام 1800. وقد مكن هذا القانون من إجراء تعداد وطني في إنجلترا وويلز واسكتلندا، ابتداءً من عام 1801 ويستمر كل عشرة سنوات حتى الوقت الحاضر. تم الاستشهاد بشكل مستقل بالنسخة السادسة من الكتاب (1826) باعتبارها من التأثيرات الرئيسية لكل من شارلز داروين وألفريد راسل والاس في تطوير نظرية الانتقاء الطبيعي.
تم تخصيص جزء رئيسي من الكتاب لما يعرف الآن باسم قانون مالتوس الحديدي للسكان. هذا الاسم نفسه بأثر رجعي، بناءً على قانون الأجور الحديدي، وهو إعادة صياغة موقف مالتوس من قبل فرديناند لاسال، الذي اشتق بدوره الاسم من «قوانين الحديد العظيمة الأبدية» في جوته في داس جوتليش.  هذه النظرية تشير إلى أن ارتفاع معدلات السكان من شأنه أن يسهم في زيادة المعروض من العمالة التي من شأنها خفض الأجور حتما. في جوهرها، يخشى مالتوس أن النمو السكاني المستمر من شأنه أن يفسح المجال للفقر والمجاعة.
في عام 1803 ، نشر مالتوس، تحت نفس العنوان، طبعة ثانية منقحة بشدة من عمله.  نُشرت نسخته النهائية، الطبعة السادسة في عام 1826. في عام 1830، بعد مرور 32 عامًا على الطبعة الأولى، نشر مالتوس نسخة مختصرة بعنوان عرض موجز عن مبدأ السكان، والتي تضمنت ردودًا على انتقادات العمل الأكبر.

## اقرأ أيضا
- نموذج النمو المالثوسي